# Шарипова, Фарида Шариповна
Фарида́ Шари́повна Шари́пова (каз. Фарида Шәріпова; 1936—2010) — советская, казахская актриса театра и кино, педагог. Народная артистка СССР (1980). Заслуженный деятель культуры Кыргызской Республики (1995).

## Биография
Родилась 16 декабря 1936 года в Чугучаке (Китай).
В 1954—1955 годах — актриса киностудии «Шанхайфильм» в Китае.
В 1955 году переехала в СССР.
В 1959 году окончила актёрский факультет (с 1977 — Театрально-художественный институт, ныне Казахская национальная академия искусств имени Т. К. Жургенова) при Казахской консерватории им. Курмангазы в Алма-Ате.
С 1959 года — актриса Казахского театра драмы им. М. Ауэзова. В 1996 году в театре сыграла главную роль в спектакле «Век без любви», написанную С. Балгабаевым специально для неё.
С 1955 года снималась в кино.
Многие годы занималась преподавательской деятельностью в театре и Казахской национальной академии искусств им. Т. К. Жургенова.
Член Союза кинематографистов Казахской ССР.
Умерла 24 сентября 2010 года в Алма-Ате. Похоронена на Кенсайском кладбище.

### Семья
- Муж — Идрис Ногайбаевич Ногайбаев (1931—1989), актёр театра и кино, педагог. Народный артист СССР (1982).
- Сын — Чингис Идрисович Ногайбаев (р. 1965), художник[4].
- Сын — Нурлан Айткенович Шарипов.

## Награды и звания
- Народная артистка Казахской ССР (1976)
- Народная артистка СССР (1980)[5]
- Заслуженный деятель культуры Кыргызской Республики (1995) — за большой вклад в развитие и обогащение национальных культур, укрепление дружбы и сотрудничества между кыргызами и казахами'[6]
- Государственная премия СССР (1974) — за исполнение роли Акбалы в спектакле «Кровь и пот» А. К. Нурпеисова
- Государственная премия Казахской ССР им. К. Байсеитовой (1966) — за роль Толганай в спектакле «Материнское поле» Ч. Т. Айтматова
- Орден Трудового Красного Знамени (1986)
- Орден Парасат (2009)
- Юбилейная медаль «Манас-1000» (Кыргызстан, 1995) — за большой вклад в укрепление дружбы и сотрудничества между кыргызским и казахским народами, пропаганду идей эпоса «Манас»[7]
- Грамота Советского комитета солидарности стран Азии и Африки и Советского комитета поддержки народов Вьетнама (за роль Хиен в спектакле «Звезда Вьетнама») (1969)

## Творчество

### Роли в театре
- «Ты песня моя желанная» К. Нурмаханова по повести «Джамиля» Ч. Айтматова — Джамиля
- «Материнское поле» Ч. Айтматова — Толганай
- «Восхождение на Фудзияму» Ч. Айтматова и К. Мухамеджанова — Айши-апай и Гульжан
- «Мы не ангелы» К. Мухамеджанова — Асыл
- «Абай» М. Ауэзова и Л. Соболева — Ажар
- «Козы Корпеш — Баян Сулу» по Г. Мусрепову — Баян
- «Енлик — Кебек» М. Ауэзова — Енлик
- «Карагоз» М. Ауэзова — Карагоз
- «Айман — Шолпан» М. Ауэзова — Шолпан
- «Кобланды» М. Ауэзова — Карлыги
- «Кровь и пот» А. Нурпеисова — Акбалы
- «Старшая сестра» Д. Исабекова — Камажай
- «Буран» Т. Ахтанова — Жаныл
- «Жеребёнок мой» О. Бокеева — Анар
- «Век без любви» С. Балгабаева — Фарида
- «Укрощение строптивой» У. Шекспира — Катарина
- «Ричард III» У. Шекспира — Анна
- «Царь Эдип» Софокла — Иокаста, жена Эдипа
- «Медея» Еврипида — Медея
- «Каменный гость» из цикла «Маленькие трагедии» А. Пушкин — Донна Анна
- «Дядя Ваня» А. Чехова — Елена Андреевна
- «Звезда Вьетнама» И. Куприянова — Хиен
- «Выходили бабки замуж» Ф. Булякова — Аклима
- «Прощание со старым домом» Т. Нурмагамбетова — Ана
- «Судьба женщины» М. Каору — Кей

### Фильмография
- 1955 — Хасен и Джамиля (КНР) — Джамиля
- 1962 — Перекрёсток — Галия Исмаилова
- 1964 — Следы уходят за горизонт — Жаухаз
- 1968 — Дилором — иранская красавица
- 1968 — Бег иноходца — Бибиджан
- 1969 — Песнь о Маншук — мать
- 1970 — Кыз Жибек — Кербез
- 1971 — Муслима — Муслима
- 1973 — Что тебе сказать — Гаухар
- 1979 — Щит города
- 1980 — Месяц на размышление — мать Арыстана
- 1984 — Репортаж из бездны
- 1988 — Странный мир желаний и надежд
- 1989 — Полнолуние — мать Али